# Federalne Ministerstwo Spraw Wewnętrznych
Federalne Ministerstwo Spraw Wewnętrznych (niem. Bundesministerium des Innern, BMI) – resort rządu federalnego Niemiec odpowiedzialny za koordynację i realizację polityki wewnętrznej państwa. Do jego kompetencji należą m.in. bezpieczeństwo wewnętrzne, ochrona ludności, zarządzanie kryzysowe, kwestie obywatelstwa i migracji oraz integracja społeczna. Ministerstwo posiada siedziby w Berlinie i Bonn oraz nadzoruje rozbudowaną strukturę podległych instytucji i służb, w tym Policję Federalną.

## Lista ministrów

### Sekretarze stanu ds. wewnętrznych (1879–1918)
- Karl Hofmann(inne języki) 1879–1880
- Karl Heinrich von Bötticher(inne języki) 1880–1897
- Arthur von Posadowsky-Wehner 1897–1907
- Theobald von Bethmann Hollweg 1907–1909
- Klemens Delbrück 1909–1916
- Karl Helfferich 1916–1917
- Max Wallraf(inne języki) 1917–1918
- Karl Trimborn(inne języki) 1918

### Ministrowie spraw wewnętrznych Rzeszy (1918–1945)
Republika Weimarska (1918–1933)
- Friedrich Ebert (SPD) 1918–1919
- Hugo Preuss (DDP) 1919
- Eduard David(inne języki) (SPD) 1919
- Erich Koch-Weser(inne języki) (DDP) 1919–1921
- Georg Gradnauer(inne języki) (SPD) 1921
- Adolf Köster(inne języki) (SPD) 1921–1922
- Rudolf Oeser(inne języki) (DDP) 1922–1923
- Wilhelm Sollmann(inne języki) (SPD) 1923
- Karl Jarres(inne języki) (DVP) 1923–1925
- Martin Schiele(inne języki) (DNVP) 1925
- Otto Gessler (DDP) 1925 (komisaryczny)
- Wilhelm Külz (DDP) 1926–1927
- Walter von Keudell(inne języki) (DNVP) 1927–1928
- Carl Severing (SPD) 1928–1930
- Joseph Wirth (Z) 1930–1931
- Wilhelm Groener 1931–1932
- Wilhelm Freiherr von Gayl(inne języki) (DNVP) 1932
- Franz Bracht 1932–1933

III Rzesza (1933–1945)
- Wilhelm Frick (NSDAP) 1933–1943
- Heinrich Himmler (NSDAP) 1943–1945
- Wilhelm Stuckart (NSDAP) 1945

### Federalni ministrowie spraw wewnętrznych (od 1949)
- Gustav Heinemann (CDU) 1949–1950
- Robert Lehr (CDU) 1950–1953
- Gerhard Schröder (CDU) 1953–1961
- Hermann Höcherl (CSU) 1961–1965
- Paul Lücke(inne języki) (CDU) 1965–1968
- Ernst Benda (CDU) 1968–1969
- Hans-Dietrich Genscher (FDP) 1969–1974
- Werner Maihofer(inne języki) (FDP) 1974–1978
- Gerhart Baum (FDP) 1978–1982
- Jürgen Schmude (SPD) 1982
- Friedrich Zimmermann (CSU) 1982–1989
- Wolfgang Schäuble (CDU) 1989–1991
- Rudolf Seiters (CDU) 1991–1993
- Manfred Kanther (CDU) 1993–1998
- Otto Schily (SPD) 1998–2005
- Wolfgang Schäuble (CDU) 2005–2009
- Thomas de Maizière (CDU) 2009–2011
- Hans-Peter Friedrich (CSU) 2011–2013
- Thomas de Maizière (CDU) 2013–2018
- Horst Seehofer (CSU) 2018–2021
- Nancy Faeser (SPD) 2021–2025
- Alexander Dobrindt (CSU) od 2025

### Ministrowie spraw wewnętrznychNRD(1949–1990)
- Karl Steinhoff(inne języki) 1949–1952
- Willi Stoph 1952–1955
- Karl Maron(inne języki) 1955–1963
- Friedrich Dickel 1963–1989
- Lothar Ahrendt(inne języki) 1989–1990
- Peter-Michael Diestel(inne języki) 1990